# Euclymene lindrothi
Euclymene lindrothi är en ringmaskart som beskrevs av Eliason 1962. Euclymene lindrothi ingår i släktet Euclymene och familjen Maldanidae. Arten är reproducerande i Sverige. Inga underarter finns listade i Catalogue of Life.